# AFC Solidarity Cup
De AFC Solidarity Cup was een voetbalkampioenschap voor landen die lid zijn de AFC en weinig kans maken op deelname aan een groter internationaal toernooi, zoals de Azië Cup of het Wereldkampioenschap voetbal. 
Het toernooi kon worden gezien als een vervanging van de AFC Challenge Cup, een internationaal voetbaltoernooi van 2006 tot 2014 voor de landen die in de ranking van de Asian Football Confederation onderaan staan.
De bedoeling was dat er acht landen deelnemen, die ieder minimaal drie wedstrijden zullen spelen. Het eerste toernooi vond plaats in november 2016. Op het eerste toernooi in 2016 mochten landen meedoen die in de eerste ronde van de kwalificatie voor de Azië Cup van 2019 gelijk werden uitgeschakeld.

## Overzicht
| 2016 Details | Maleisië | Nepal | 1–0 | Macau | Laos | 3–2 | Brunei | 7 |
| 2020         | Afgelast |       |     |       |      |     |        |   |

## Resultaten per land
| Teams      | 2016 | Deelnames |
| ---------- | ---- | --------- |
| Bangladesh | ×    | 0         |
| Brunei     | 4e   | 1         |
| Laos       | 3e   | 1         |
| Macau      | 2e   | 1         |
| Mongolië   | GF   | 1         |
| Nepal      | 1e   | 1         |
| Pakistan   | ×    | 0         |
| Sri Lanka  | GF   | 1         |
| Oost-Timor | GF   | 1         |

|     | Legenda                             |
| --- | ----------------------------------- |
| 1e  | Kampioen                            |
| 2e  | Tweede                              |
| 3e  | Derde                               |
| 4e  | Vierde                              |
| 1/4 | Kwartfinale                         |
| GF  | Groepsfase                          |
| q   | Gekwalificeerd                      |
|     | Gastland                            |
|     | Gediskwalificeerd voor kwalificatie |
|     | Gediskwalificeerd na kwalificatie   |
| x   | Teruggetrokken voor de start        |